# 청법사
청법사(靑法師, tree aeonium, tree houseleek, Irish rose)는 돌나물과 연화장속에 속하는 다육아관목이다. 원산지인 카나리아 제도의 구릉지에서는 'bejeque arboreo'라고 불리며 지중해 연안으로 퍼져나갔다. 붉은 다육성 잎이 로제트를 형성하고, 봄에 밝은 노란색 꽃이 원추꽃차례를 이루어 피어난다. 아열대 식물이기 때문에 온대 지역에서는 유리온실에서 길러야 한다. 보라색 재배품종 'Zwartkop' ('Schwartzkopf') 은 영국 왕립원예협회의 Award of Garden Merit를 수상하였으며 얼룩덜룩한 형태는 재배품종 'variegatum'으로 불린다.

## 사진

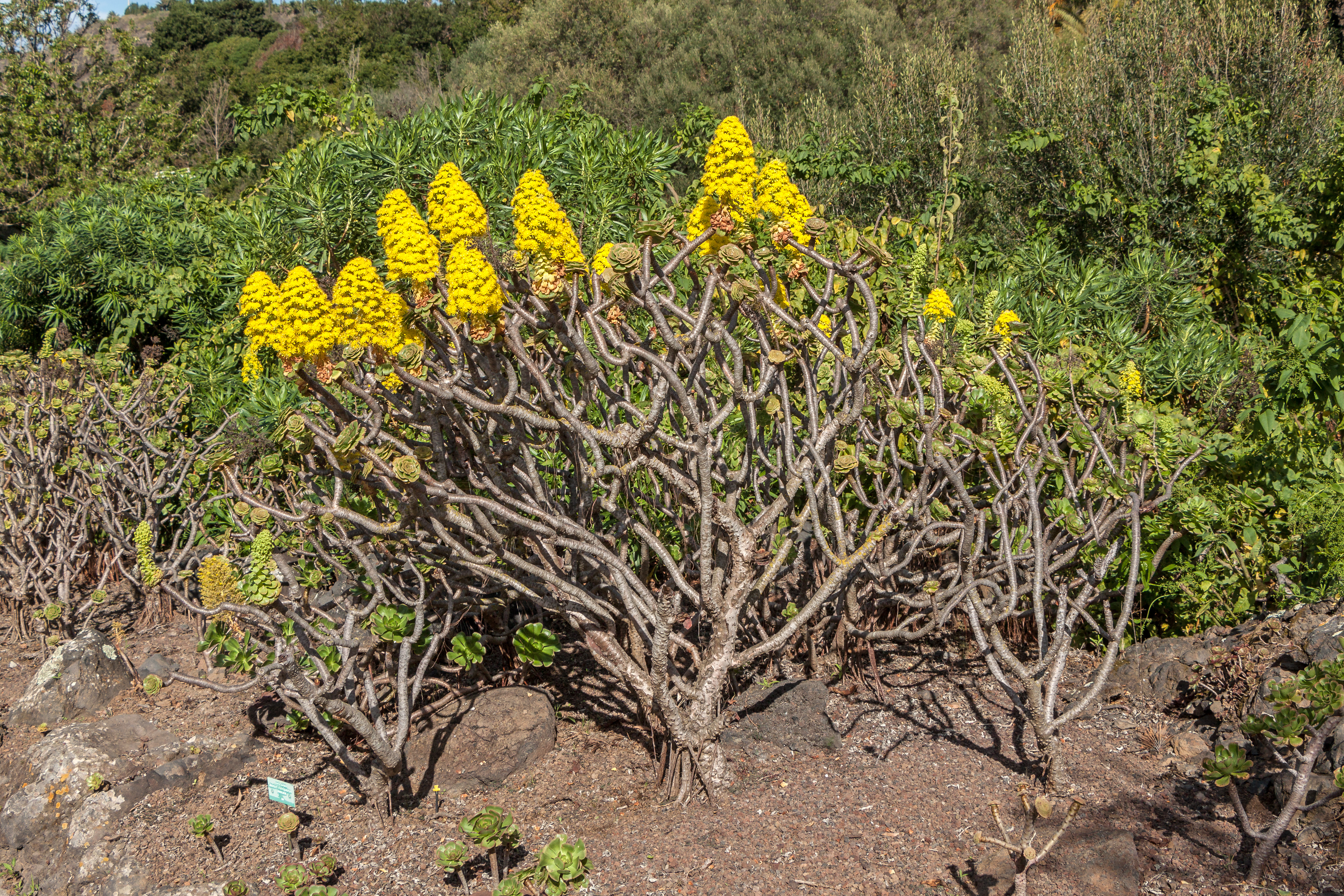
꽃 핀 모습
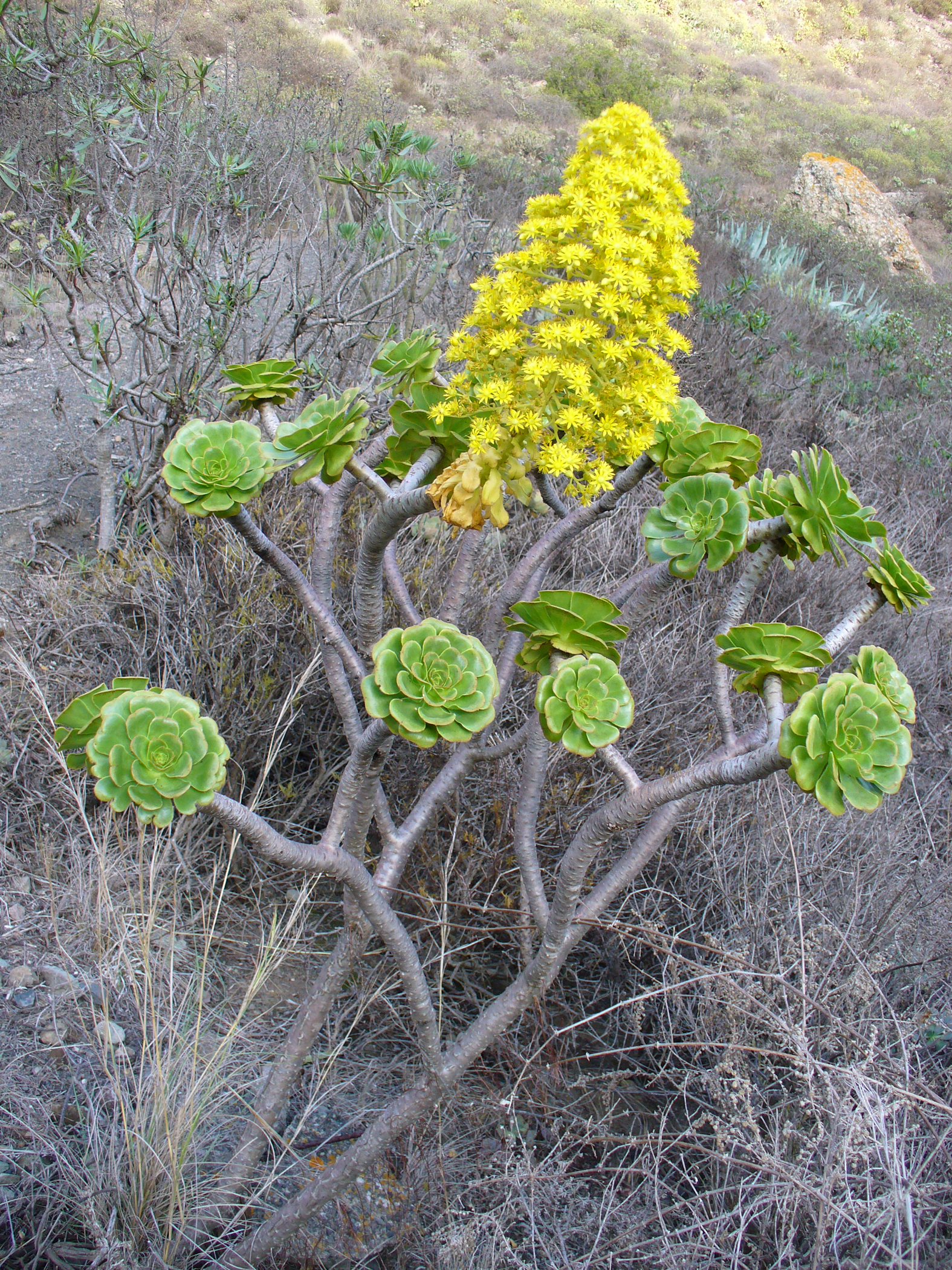
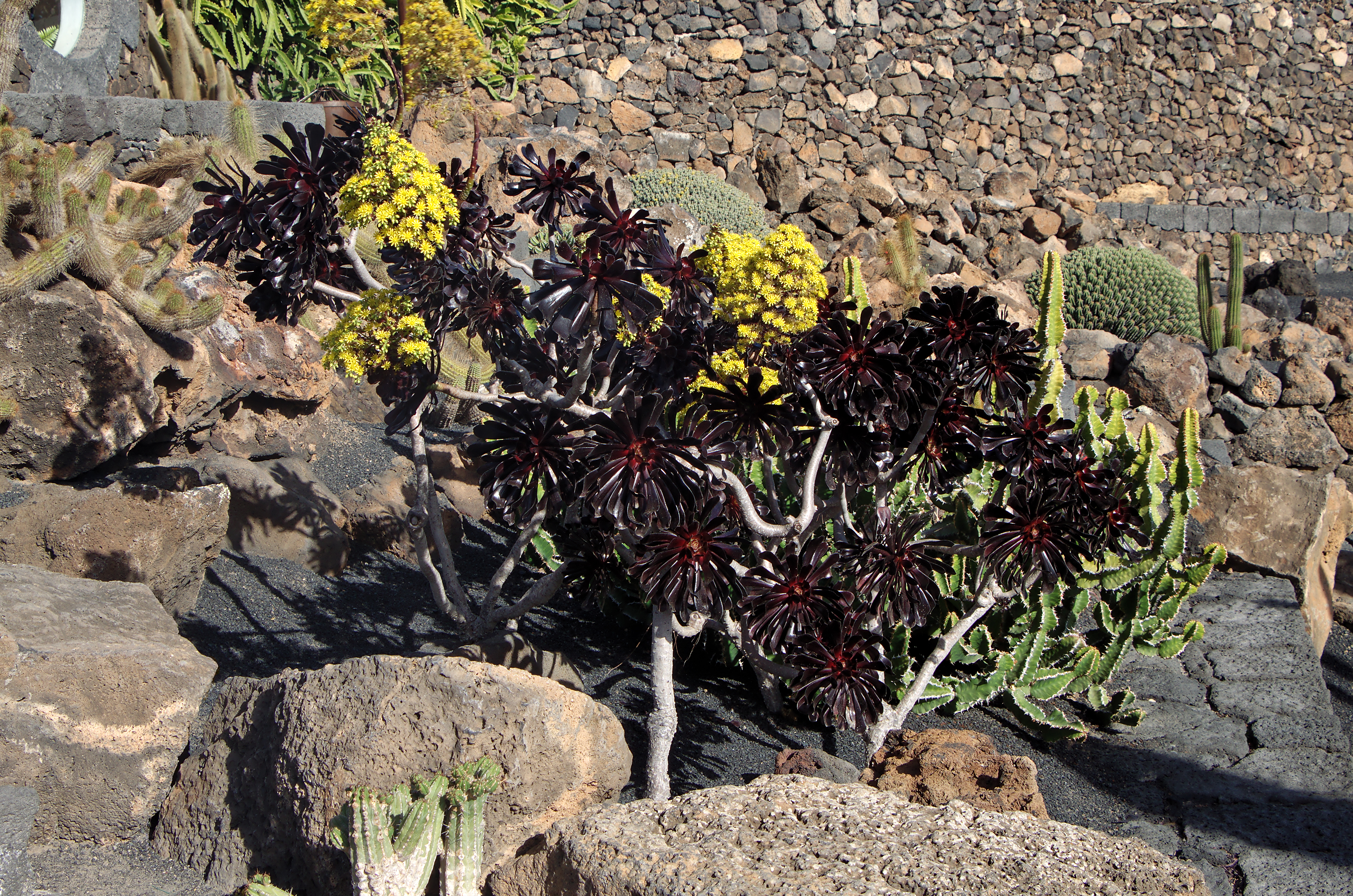
Aeonium arboreum 'Atropurpureum'
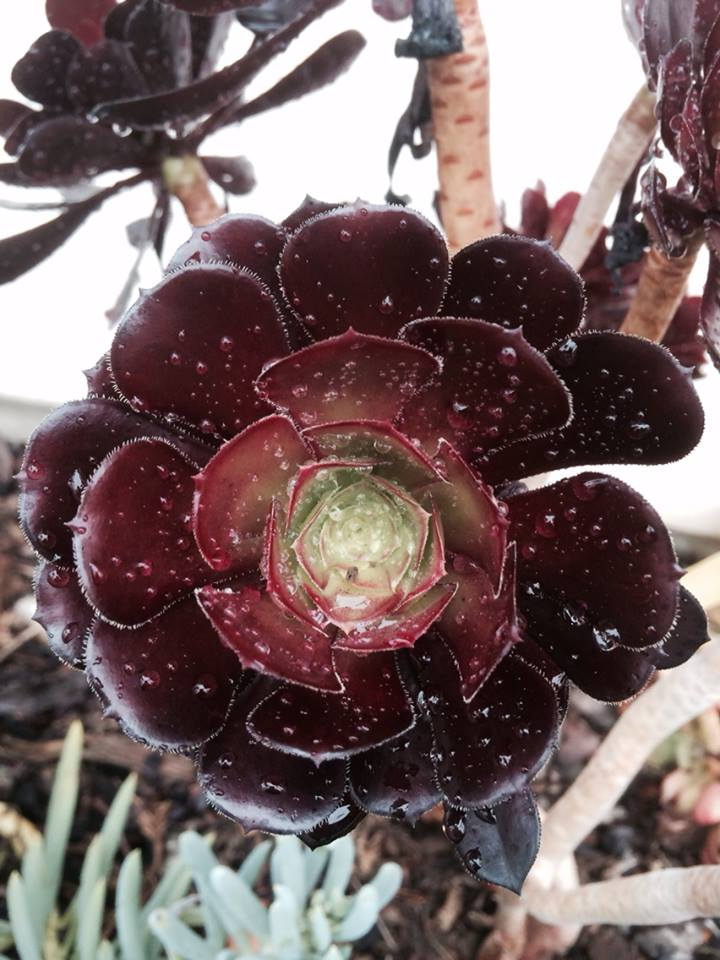
Aeonium arboreum 'Zwartkop'

## 재배품종
다음과 같은 변종이 인정된다.
- Aeonium arboreum var. arboreum
- Aeonium arboreum var. holochrysum H.Y.Liu
- Aeonium arboreum var. rubrolineatum (Svent.) H.Y.Liu

## 참고 문헌
- “Aeonium arboreum”. 미국 통합 분류학 정보 시스템(Integrated Taxonomic Information System, ITIS).
- House tree-leek. Retrieved February 7, 2011.